# Адам Моншеррі
Адам Моншеррі (9 червня 1998) — сейшельський плавець. Учасник Чемпіонату світу з водних видів спорту 2017, де в попередніх запливах на дистанції 50 метрів батерфляєм і 50 метрів вільним стилем посів, відповідно, 68-ме і 98-ме місця й не потрапив до півфіналів.